# Kuczek Olum
Kuczek Olum (pers. كوچك الوم) – miejscowość w Iranie, w ostanie Golestan. W 2006 roku miejscowość liczyła 1092 mieszkańców w 269 rodzinach.